# Sanctuaire de Frauenberg
Pour les articles homonymes, voir Frauenberg (homonymie).

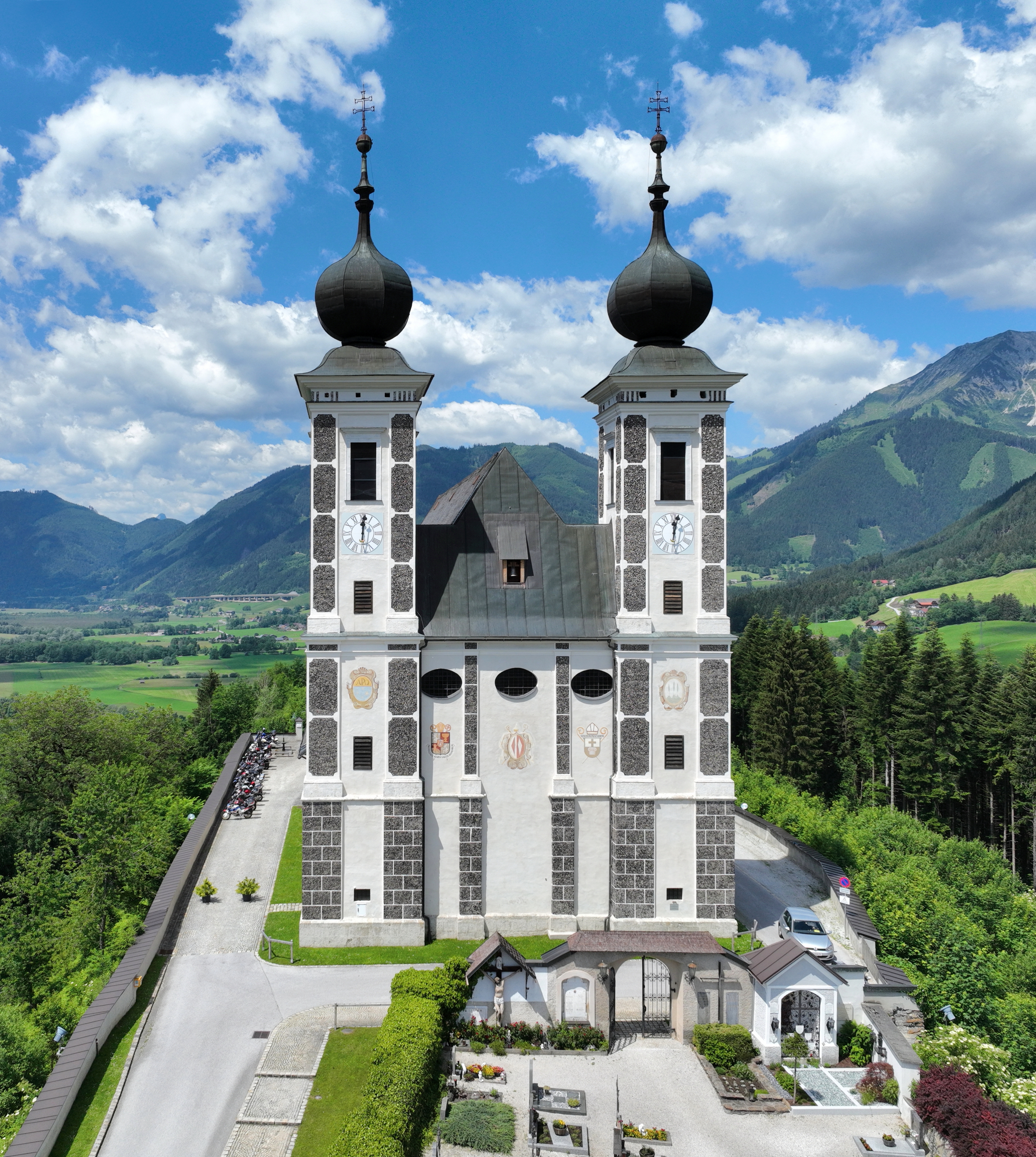
Sanctuaire de Frauenberg

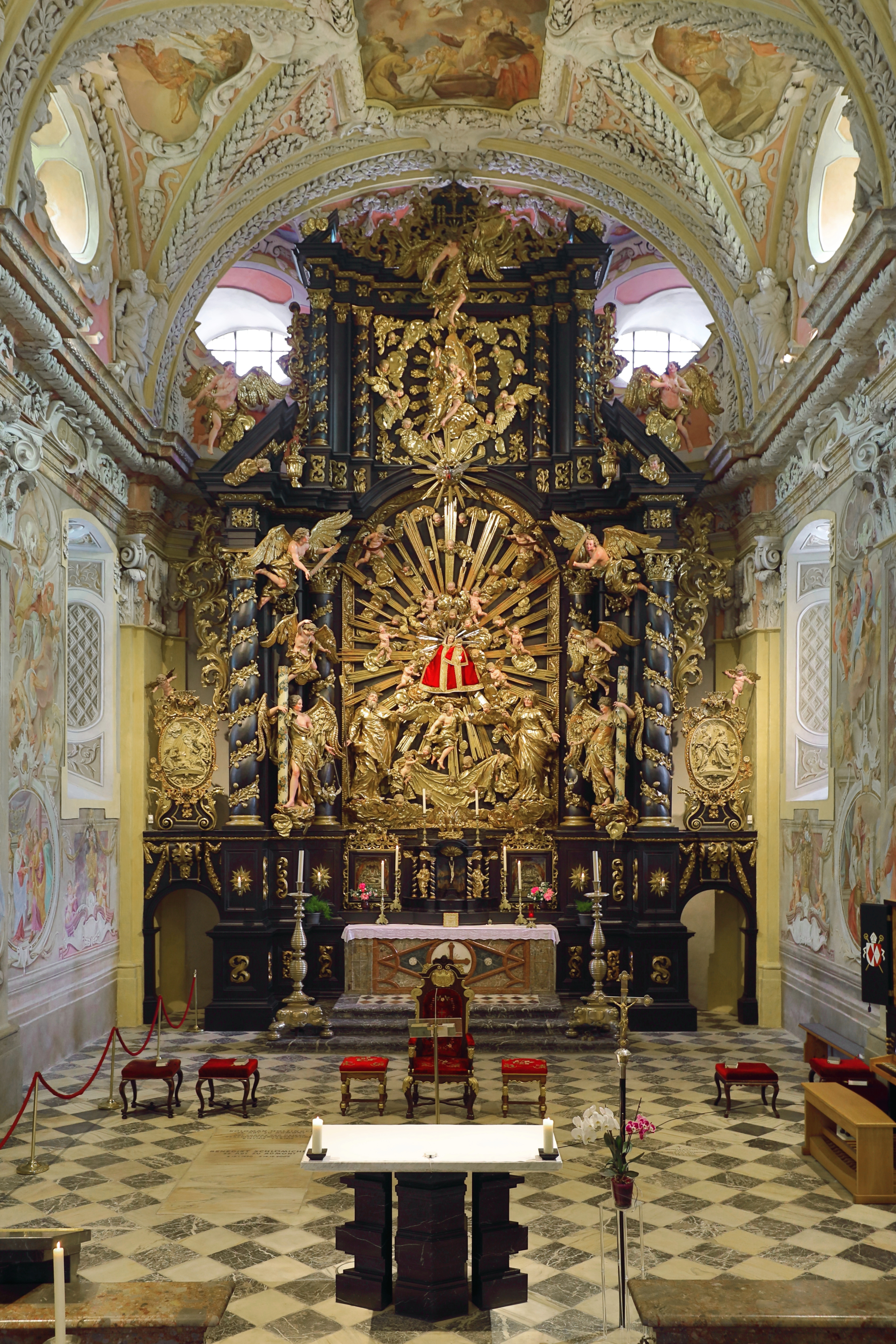
Sanctuaire de Frauenberg

Le Sanctuaire de Frauenberg (allemand : Wallfahrtskirche Frauenberg) est une église catholique autrichienne destinée à l'un des pèlerinages en l'honneur de la Vierge Marie, les plus célèbres du pays. L'église se trouve en Styrie, dans la ville d'Ardning. Elle est dédiée à la Présentation de Marie au Temple.